# Diego Vázquez
Diego Marcelo Vázquez (Capital Federal, Argentina, 27 de enero de 1976) es un exfutbolista argentino. Jugaba de defensor.

## Trayectoria
Surgido de las divisiones inferiores de Arsenal de Sarandí. Debutó en ese club en primera en 1996/97. Jugó 2 partidos. Pasó al Huracán el año siguiente y disputó 7 partidos. Luego pasó a Club Atlético All Boys en la temporada 1998/99. Luego pasó a Club Atlético Tigre en la temporada 1999/2000. Luego se fue al fútbol de Estados Unidos, en el Miami Sunblast.
Luego pasó a jugar al fútbol de Italia en el Pomigliano y después a FC Sion (Suiza) jugando en segunda división. Luego pasó por Atlanta, Estudiantes de Buenos Aires, Deportivo Marquense, Colegiales, y por Deportivo Merlo antes de retirarse.